# L'Anunciació (Retaule de María de Aragón)
L'Anunciació és una obra d'El Greco, realitzada a l'oli sobre tela entre el 1597 i el 1600, durant el seu últim període toledà. S'exhibeix en una de les sales del Museu del Prado a Madrid. Pertanyia al conjunt pintat del retaule per a l'església d'un seminari agustinià de Madrid, conegut com el «Col·legi de Doña María de Aragón». VA estar molts anys, des dels temps de Victor Balaguer, a la Biblioteca-Museu Victor Balaguer de Vilanova i la Geltrú, on esdevingué una obra emblemàtica, quan el Greco encara no era prou apreciat a Espanya. (Vegeu Alsina, Esther. «L’Anunciació del Greco, emblema del Museu Víctor Balaguer des dels orígens de la seva pinacoteca». Butlletí de la Biblioteca Museu Balaguer, 2015, Núm. 8, p. 30-44, {{format ref}} https://raco.cat/index.php/ButlletiBalaguer/article/view/312720 ).
El Greco es va comprometre l'any 1596, a realitzar el retaule de l'església del col·legi de Doña María de Aragón. El nom popular del seminari al·ludeix a María de Aragón, la mecenes que va pagar les obres. El Greco va rebre l'encàrrec del Consell de Castella, que s'havia fet càrrec de les obres després de la mort de doña María. Existeixen documents que atesten que havia de realitzar-se en tres anys i es va valorar el treball en alguna cosa més de seixanta-tres mil rals, el preu més alt que va aconseguir a la seva vida. Tanmateix no hi ha referències del nombre de quadres que el formaven, ni de l'estructura del retaule, ni de la temàtica tractada.

## Tema de l'obra
L'Anunciació és un episodi que relata l'aparició de l'arcàngel Gabriel, per tal d'anunciar a la Verge Maria que seria mare de Jesús per obra de l'Esperit Sant. Aquest episodi només està referit a l'Evangeli segons Lluc, a Lc.1:26-38. ［Lc 1:26-38］

## Anàlisi de l'obra
Oli sobre llenç; 315 x 174 cm.; 1596-1600; Museu del Prado; Madrid.
Signat amb lletres cursives gregues al graó sota la cistella : δομήνικος Θεοτοκóπουλος εποíει (doménikos theotokópoulos e`poíei)
Segons Harold Wethey, no hi ha cap altra obra d'El Greco que superi -i potser tampoc cap altra que iguali- l'esplendor i la riquesa del colorit d'aquest llenç. La vivaç vestimenta de Gabriel contrasten amb les seves ales grises i produeixen un efecte enlluernador. La túnica rosada de la Verge està plena d'espurnejos blancs, mentre el seu mantell blau fosc destaca sobre els núvols grisos i blaus, animats pels caps grisos dels querubins. L'esbarzer verd crema amb flames blanques sobre la cistella rosa i blanca, mentre el colom blanc de l'Esperit Sant voleja en una esplendent llum groguenca. El concert d'àngels, amb les seves vestimentes verdes, taronges, marrons, blancs i blaus pàl·lids contribueix en gran manera a la bellesa colorística d'aquest quadre.
El Greco renuncia a la representació de l'estança, per tal de centrar-se en la intrusió del món celestial. De fet, només el reclinatori dona una referència ambiental, ja que tant la cistella amb el teixit que Maria preparava per al Temple, com també l'arbust en flames de Moisés, són referències simbòliques. En versions anteriors, el mestre cretenc havia representat Maria asseguda i amb una mà sobre el llibre, sorpresa per l'aparició de Gabriel. En aquest llenç, apareix agenollada vers l'àngel i obrint els braços en senyal d'acceptació de la voluntat divina. Això i el fet que Gabriel creuï els braços sobre el seu pit en actitud d'adoració, indica que aquest és el moment precís de l'Encarnació de Crist.
Al mig del quadre, el colom de l'Esperit Sant està rodejat per serafins, representats segons la idea del Pseudo-Dionís com formes gairebé incorpòries i translúcides en continu moviment. A la part superior, el cor angèlic entona himnes amb el so de la flauta, el saltiri, l'arpa i la viola d'arc.
En aquest llenç no hi ha elements superflus: els personatges, gestos, objectes, i la llum tenen un significat específic i necessari per a la comprensió global de la història, sense que això vagi en detriment de la seva bellesa formal. És un quadre "incendiat" de sentiment, de color i de formes, les quals, flamejants, semblen desenvolupar-se sense fi, seguint ritmes helicoIdals que constitueixen, en darrer terme, la clau de la unificació formal de les diferents parts del llenç.

## Altres llenços d'aquest retaule
- L'Adoració dels pastors (Retaule de María de Aragón)

- El Baptisme de Crist (Retaule de María de Aragón)
- La Resurrecció (Retaule de Maria de Aragón)
- La Pentecosta (Retaule de María de Aragón)
- Crucifixió de Crist (Tipus-II, Retaule de María de Aragón)

## Retaule de donya María de Aragón
Al següent enllac hom trobarà complida informació sobre el retaule del qual suposadament formava part aquest llenç:
- Retaule de donya María de Aragón

## Còpies
- L'Anunciació (El Greco, Museu de Belles Arts de Bilbao)
- L'Anunciació (El Greco,1598, Museu Thyssen)

## Procedència
- Retablo mayor del Colegio de Doña María de Aragón; Madrid.
- Museo de la Trinidad; Madrid. (número-120)